# Homem livre
Homem livre foi um estatuto jurídico e social da Europa medieval e moderna, caracterizado essencialmente pela não sujeição ao regime da servidão. Embora o clero e a nobreza fossem livres, neste artigo trata-se de um outro estrato social.
Os atributos dos homens livres variaram ao longo do tempo e nas diferentes regiões. Com a formação do sistema feudal, a maioria da população plebeia foi submetida à servidão e fixada no campo, onde era encarregada de todos os trabalhos pesados, onerada com várias taxas e impostos, dependia da autorização dos senhores feudais para quaisquer iniciativas, tinha sua liberdade de movimento restrita e podia ser vendida ou alugada a terceiros. O regime se aproximava da escravidão.
Já os homens livres não estavam sujeitos à servidão e detinham significativos privilégios. Não podiam ser torturados para obtenção de prova judicial, eram isentos de algumas tributações, geralmente eram possuidores de terras alodiais, que podiam transmitir em herança, detinham alguma autoridade governamental sobre os trabalhadores de suas terras, podiam caçar, participar de tribunais e ser alistados entre os homens de armas, e eventualmente se tornar cavaleiros, atribuições que lhes emprestavam prestígio.
Suas relações com os senhores feudais são difíceis de precisar numa óptica generalista, mas parece terem sido em sua maior parte voluntárias, e certamente houve muita variação regional, onde podia haver alguma espécie de dependência dos senhores como clientes, tutelados ou apoiadores em troca de alguma vantagem. Também podiam atuar como agentes administrativos de feudos ou arrendá-los dos senhores para explorá-los privadamente. Porém, crises econômicas periódicas, tempos de guerra, epidemia e fome, que desencadeavam empobrecimento, fizeram com que muitos acabassem perdendo seus bens e se tornassem servos, ou buscassem a sujeição completa e voluntária a algum senhor, que lhes garantia trabalho e alguma proteção.
Não obstante, as cidades em crescimento se tornaram refúgios para muitos outros que abandonavam o campo em face à perspectiva de empobrecimento e perda da liberdade, onde entravam na burguesia e podiam chegar a desenvolver importante atividade política, econômica e social.
Com o tempo a classe entrou em declínio em algumas regiões, perdendo privilégios e tendo seu acesso aos exércitos bastante restrito, mas noutros lugares a classe de modo geral nunca chegou a se degradar. Na Inglaterra a Magna Carta outorgada pelo rei João em 1215 assegurou seus privilégios declarando que "nenhum homem livre será capturado ou preso, ou despojado de seus direitos ou posses, ou proscrito ou exilado, nem será sujeito à força, salvo através de julgamento justo por seus pares ou pela lei da terra. A nenhum será vendida a Justiça, ou lhe serão negados ou atrasados direitos ou Justiça". Nos Países Baixos e norte da Itália, em torno dos séculos XII-XIV os homens livres foram equiparados à nobreza, embora figurassem no seu estrato mais baixo, e na França eram vistos como "quase nobres".